# Lazer Tag
Cet article possède un paronyme, voir Laser Tag.
Lazer Tag (Lazer Tag Academy) est une série télévisée d'animation américaine en treize épisodes de 25 minutes, créée par Joe Ruby et Ken Spears et diffusée entre le 13 septembre 1986 et le 6 décembre 1986 sur le réseau NBC.
En France, la série a été diffusée à partir du 21 décembre 1987 dans l'émission Cabou Cadin sur Canal+. Rediffusion à partir du 12 janvier 1991 dans Youpi ! sur La Cinq.

## Synopsis
Jamie Jaren, championne de Lazer Tag (un jeu dont le but est de viser des cibles avec un pistolet laser), se retrouve dans les années 1980 pour secourir ses ancêtres, inventeurs du jeu, qui sont menacés par Draxon Drear, un criminel du futur...

## Voix françaises
- Laurence Crouzet : Jamie Jaren
- Éric Legrand : Tom Jaren
- Virginie Ledieu : Beth Jaren
- François Chaumette : Draxon Drear

## Épisodes
1. Titre français inconnu (The Beginning)
2. Titre français inconnu (Skugg Duggery)
3. Titre français inconnu (Yamoto's Curse)
4. Titre français inconnu (Pay Dirt)
5. Titre français inconnu (Charles' Science Project)
6. Titre français inconnu (The Witch Switch)
7. Titre français inconnu (The Olanga Story)
8. Titre français inconnu (Battle Hymn of Jaren's)
9. Titre français inconnu (Sir Tom of Jaren)
10. Titre français inconnu (Redbeard's Treasure)
11. Titre français inconnu (Drear's Doll)
12. Titre français inconnu (StarLyte on the Orient Express)
13. Titre français inconnu (Jamie and the Spitfires)